# Artur Awdalian
Artur Awdalian (ur. 8 września 1968 roku w Tbilisi) – polski duchowny birytualista, kapłan obrządku łacińskiego i ormiańskiego. W latach 2009–2013 proboszcz ormiańskokatolickiej parafii centralnej z siedzibą w Warszawie.

## Życiorys
Artur Awdalian urodził się 8 września 1968 roku w Tbilisi jako syn Alberta i Barbary Avdalyan. Rodzice byli Ormianami i praktykującymi rzymskimi katolikami. W 1985 roku zdał egzamin maturalny. W latach 1986–1988 odbył obowiązkową służbę wojskową w Armii Radzieckiej. W 1990 roku wstąpił do Wspólnoty Neokatechumenalnej, która powstała przy rzymskokatolickiej parafii św. Piotra i Pawła w Tbilisi. W 1991 odbył z tą wspólnotą pielgrzymkę do Polski na Światowe Dni Młodzieży – i na spotkanie z Janem Pawłem II w Częstochowie, na Jasnej Górze. Po pielgrzymce zadecydował o wstąpieniu do seminarium misyjnego i międzynarodowego "Redemptoris Mater" w Warszawie.
W trakcie studiów seminaryjnych odbył praktyki misjonarskie w Kazachstanie i na południu Polski. W 1999 roku, po ukończeniu studiów odebrał święcenia kapłańskie z rąk ks. Józefa kardynała Glempa Prymasa Polski i podjął pracę duszpasterską w archidiecezji warszawskiej. W latach 2003–2007 studiował teologię w Papieskim Kolegium Ormiańskim w Rzymie. W latach 2004–2009 rektor ormiańskokatolickiego kościoła Trójcy Świętej w Gliwicach, jednocześnie duszpasterz Ormian w Polsce północnej. W latach 2009–2013 pełnił funkcję proboszcza nowo powołanej ormiańskokatolickiej parafii centralnej z siedzibą w Warszawie.
Od 2013 roku pracuje na misjach.